# Die Schachtel mit der Friedenspuppe

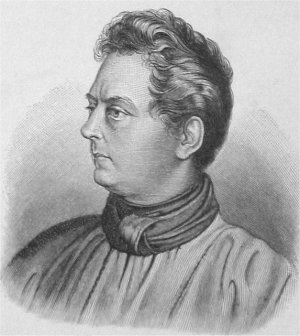
Clemens Brentano
(1778–1842)

Die Schachtel mit der Friedenspuppe ist eine Erzählung von Clemens Brentano, die im Herbst 1814 in Wiepersdorf entstand. Sie erschien zuerst in der Wiener Publikation Friedensblätter. Eine Zeitschrift für Leben, Literatur und Kunst, hrsg. von Johann Karl Christian Fischer und Friedrich August von Klinkowström, in den aufeinander folgenden Ausgaben vom 3., 5., 7., 10., 12., 14., 17., 19., 21., 24., 26. und 28. Januar 1815. Angaben zur Entstehung des Textes und zu den Erscheinungsdaten finden sich in Band 19 der Frankfurter Brentano-Ausgabe [FBA].
Die Handlung spielt zu Beginn der Restauration: Der durch Kindesunterschiebung während der Revolution enterbte Franzose Frenel wird 1814 als Chevalier de Montpreville rehabilitiert.

## Titel
In der bunten Schachtel liegt eine Bourbonenpuppe, also „eine Pariser Modepuppe von Wachs, von der ersten Friedensmode, mit einem Chapeau à l'Angoulême au Bouquet de Lys“. Der mit dem Lilienstrauß drapierte Hut jener Friedenspuppe weist auf die Wappenblume Ludwigs XVIII. hin. Indem Frenel am Ende der Erzählung die Puppe erhält, unterstreicht Brentano einen Vorgang. Der Franzose bekommt sein Adelsprivileg zurück.

## Form
Brentano lässt in der Rahmenerzählung, die 1814 in Preußen spielt, einen Gerichtshalter den Kriminalfall untersuchen. Dabei kommt es in der Binnenerzählung, die unmittelbar nach 1789 in Paris spielt, zu Geständnissen der handelnden Franzosen. Brentanos Vortrag ist eingangs undurchschaubar. Zum Beispiel werden die Namen von Sanseau und Dumoulin – das sind die Bösewichter – zunächst verschwiegen. Später sagen die beiden Franzosen unter falschem Namen aus und vermischen Lüge mit Wahrheit.

## Inhalt
Auch auf dem Landsitz des preußischen Barons nahe der sächsischen Grenze wollen die deutschen Patrioten bald den Jahrestag der Leipziger Schlacht feiern. Als der Baron Außenarbeiten beaufsichtigt, kommt ein Zug Franzosen, die aus russischer Gefangenschaft heimkehren, vorbei. Während einer von diesen, ein gewisser Frenel, bei der Schwerarbeit einspringt, beobachtet der Baron erstaunt Madame Frenel ein wenig abseits am Wege. Die Frau will seinen beiden Kindern jene Pariser Modepuppe samt bunter Schachtel wegnehmen, die er seiner Gattin aus einem Pariser Trödelladen mitgebracht hatte. Monsieur Frenel kann das Verhalten seiner Ehefrau nicht begreifen. Für Frenel allerdings sei diese Schachtel die Büchse der Pandora. Das französische Ehepaar gerät in Streit. Währenddessen ist der Rest der Franzosen ein Stückchen weiter gezogen. Unterwegs wird Pierre St. Luce, das ist Frenels Schwiegervater, ein Kürschner aus Lyon, von dem Franzosen Sanseau mit Messerstichen attackiert. Ein deutscher Korporal rettet St. Luce mit einem Schuss. Der trifft Sanseau in den Unterleib. Während die Schachtel Frenel an die Leiche eines Kindes erinnert, erzählt sein königstreuer Schwiegervater St. Luce von Moskau. Als er dort mit Pelzen handelte, habe er eine ähnliche Schachtel, gefüllt mit Kleinodien, von einem Kunden in Zahlung genommen und den Schatz vor seiner Rückreise zu den Bourbonen in russischer Erde vergraben. Auf dem Krankenlager ruft Sanseau beim Anblick der Schachtel  aus, er sei verloren. Er gibt sich als Zolloffizier Pigot aus und belastet St. Luce schwer. Frenels Schwiegervater sei der Pariser Totengräber und Leichenfledderer Dumoulin.
Frenel erzählt vom Advokaten Sanseau, dem ehemaligen Geschäftsfreund seines Vaters, des Chevaliers de Montpreville. Der Chevalier verstarb vor Frenels Geburt. Bei der Geburt Frenels sorgte dann der falsche Freund dafür, dass neben die Mutter ein totes Kind gelegt wurde. Madame Frenel, die vier Jahre älter ist als ihr Gatte, wurde damals gezwungen, die Kindesleiche in der Schachtel zu befördern. Der neugeborene Frenel war darauf für untergeschoben erklärt worden. Der Drahtzieher Sanseau hatte geerbt. Eine Magd von Frenels Mutter hatte die Schachtel später feilgeboten. Als Sanseau im Zimmer nebenan die Eröffnungen mitgehört hat, begeht er einen Selbstmordversuch. Dieser misslingt. Sanseau gesteht die Kindesunterschiebung und beteuert, dass er Dumoulin nicht in seine Pläne eingeweiht, sondern nur als Werkzeug benutzt hatte. Sanseau stirbt, nachdem ihm das Ehepaar Frenel verziehen hat. Dumoulin begeht Selbstmord, nachdem er seine Taten schriftlich gestanden hat. Frenels Frau ist nicht sein Kind. Er hatte sich einst ihrer bemächtigt, nachdem deren Mutter, eine gewisse Madame Renaut, gestorben war.

## Rezeption
- Vorbild für den preußischen Baron in der Rahmenerzählung ist Brentanos Schwager Achim von Arnim.[5] Auch Arnims Wiepersdorfer Umfeld ist getreulich nachgebildet. Eine Quelle Brentanos für seine abenteuerliche Binnenerzählung waren die Lebenserinnerungen des Grafen von Letaneuf aus dem Jahr 1740. Diese fand der Autor in der Wiepersdorfer Schlossbibliothek vor.[6]
- Die großen Themen Patriotismus, Frieden und Gerechtigkeit werden in der Binnenerzählung anhand der zurückliegenden Revolution in Frankreich sowie in der Rahmenerzählung anhand der Gegenwart – also den Befreiungskriegen – veranschaulicht.[7] Aus dem Titel spreche Antithetik. Die Schachtel, diese Büchse der Pandora, enthalte ein Friedenssymbol.[8]
- Der Text gehöre nicht zu Brentanos besten Werken, denn der Autor spreche darin symbolisch zum Leser.[9]
- Eine gewisse Nähe der Novelle zu Kleist falle auf, handelt sie doch in Preußen – in einer Welt, die eigentlich nicht die Brentanos gewesen sei.[10]
- Der christliche Schluss der Erzählung – der Plan zur Errichtung einer Grabkapelle mit dem „Bild der Jungfrau Maria, welche die Schlange zertritt“[11] – täusche nicht über die gegen das Judentum gerichtete Textstelle[12] hinweg.[13]
- Außer in seiner Satire Der Philister vor, in und nach der Geschichte aus dem Jahr 1811 und vorliegender Erzählung habe Brentano Antijudaismen vermieden.[14]
- Riley[15] gibt weiter führende Arbeiten an: J. Körner (1927), H. Gartz (Bonn 1955) und V. L. Ziegler (1978).

## Ausgaben
- Clemens Brentano: Die Schachtel mit der Friedenspuppe. Mit Originallithographien von Julius Zimpel. Herausgegeben und mit einem Nachwort von Josef Körner. 66 Seiten. Eduard Strache, Wien 1922
- Clemens Brentano: Die Schachtel mit der Friedenspuppe. Novelle. Reclam jun., Leipzig 1924. Reclams Universal-Bibliothek 6474. 53 Seiten, Fraktur. Pappband gebunden mit Farbkopfschnitt
- Clemens Brentano: Die Schachtel mit der Friedenspuppe. Mit Illustrationen von G. M. Jungferman. 72 Seiten. Wilhelm Frick Verlag Wien 1944. Wiener Bücherei Band 29.

### Zitierte Textausgabe
- Die Schachtel mit der Friedenspuppe. Eine Erzählung. S. 315–381 in Gerhard Kluge (Hrsg.): Erzählungen in Jürgen Behrens (Hrsg.), Konrad Feilchenfeldt (Hrsg.), Wolfgang Frühwald (Hrsg.), Christoph Perels (Hrsg.), Hartwig Schultz (Hrsg.): Clemens Brentano. Sämtliche Werke und Briefe. Band 19. Prosa IV. 868 Seiten. Leinen. Mit 16 ganzseitigen Schwarz-weiß-Abbildungen. W. Kohlhammer, Stuttgart 1987, ISBN 3-17-009440-8